# Хронологија инвазије Русије на Украјину (фебруар 2024)
Овај чланак обухвата дешавања која су се догодила у фебруару 2024. године, за време инвазије Русије на Украјину.

## Хронологија

### 1. фебруар
Лидери Европске уније једногласно су одобрили нови пакет помоћи за Украјину тежак 50 милијарди евра, иако је Мађарска изразила вишенедељни отпор.

### 2. фебруар
Ваздухопловство Оружаних снага Украјине саопштило је да су руске снаге током ноћи напале Украјину са 24 јуришна дрона Шахед 136/131, а украјинска ПВО успела је уништити 11 дронова. Руски напад је био усмерен ка критичној инфраструктури на југоистоку, преносе украјинске ваздухопловне снаге. Након ноћног напада дроном, прекинут је снабдевање струјом у граду Криви Рог у Дњепропетровском региону, што је саопштио национални оператер мреже Укренерго. Тренутно је без струје 40.000 потрошача.
Немачки парламент одобрио је буџет за 2024. годину, унутар којег ће 7,6 милијарди евра бити одвојено за војну помоћ Украјини, преноси прес служба Бундестага. За нацрт буџета гласао је 388 посланика, док је 279 било против.
Бугарска је потврдила да ће испоручити Украјини 100 половних оклопних возила, раније обећаних у подршци Кијеву. Министар одбране Тодор Тагарев изјавио је да је та испорука одобрена након одобрења парламента и владе Бугарске, наглашавајући да украјинска војска може користити ова возила, али истовремено истиче услове њихове употребе.
Шеф европске дипломатије Жозеп Борељ изјавио је да ће ЕУ до краја године Украјини испоручити више од милион артиљеријских метака и обучити преко 60.000 војника.

### 3. фебруар
Министарство за ванредне ситуације извукло је тела 20 мртвих из рушевина у Лисичанску након гранатирања. Према последњим информацијама, десет особа је рањено, од којих је петоро тешко.

### 4. фебруар
Број жртaвa украјинских удара у којима је погођена пекара у Лисичанску (Луганска Народна Република) повећан је на 28, а међу њима је једно дете, саопштила је администрација првог човека ЛНР Леонида Пасечника.

### 5. фебруар
Холандија ће Украјини испоручити још шест борбених авиона Ф-16, чиме ће укупан број послатих ловаца бити 24, објавила је министарка одбране Кајса Олонгрен.

### 6. фебруар
Турска компанија "Бајкар" почела је изградњу фабрике у близини Kијева која ће запошљавати око 500 људи и производити своје моделе дронова, изјавио је данас извршни директор те компаније Халук Бајрактар.
Он је на маргинама Светског сајма одбране у Ријаду потврдио да је почела изградња фабрике, која би требало да буде завршена за око 12 месеци.

### 7. фебруар
Делови града Кијева остали су без струје након што је оборена руска ракета оштетила далеководе, изјавио је градоначелник Виталиј Кличко.
Кијев и остатак земље били су под великим руским нападом, а упозорења на ваздушну опасност трају више од два сата.

### 8. фебруар
Државни савет је одлучио да копнени гранични прелази између Финске и Русије буду затворени до 14. априла, стоји у саопштењу финског Министарства унутрашњих послова.
Претходна забрана важила је до 11. фебруара.
Руско министарство одбране саопштило је да је, као резултат преговора, 100 руских војника враћено из украјинског заробљеништва.
"Као замена, 100 ратних заробљеника пребачено је у украјинске оружане снаге", наводи се у саопштењу Министарства.
Додатно, истиче се да је размена обављена уз хуманитарно посредовање Уједињених Арапских Емирата.

### 9. фебруар
Норвешки план је да Украјини преда противваздухопловне системе "НАСАМС" у вредности од приближно 325,9 милиона долара, према саопштењу Министарства одбране Норвешке. Ова донација ће значајно унапредити одбранбене капацитете Украјине у области противваздухопловне одбране.

### 10. фебруар
Руске беспилотне летелице напале су током ноћи лучку инфраструктуру у Одеси, изјавила је Наталија Гумењук, председница Одбрамбених снага јужне Украјине.
"Забележена су три таласа напада. Шахеди су гравитирали ка лучкој инфраструктури. То је укључивало југ Одеске области и саму Одесу. У првом таласу саму Одесу и њену инфраструктуру напало је девет дронова. Успели смо да уништимо свих девет шахеда, а једна особа је повређена“, рекла је Гумењук.
Руске снаге такође су напале дроновима Харков, погађајући бензинску пумпу, а пожар се проширио на 14 стамбених зграда на површини од 3.700 квадратних метара.

### 11. фебруар
Украјинска војска је саопштила да је током ноћи извела напад дроновима на југ Украјине.
Премa њеним наводима, најмање једна особа је рањена, а оштећен је и гасовод, као и стамбене зграде у Николајеву.
Ваздухопловство Украјине, у међувремену, саопштило је да су њени ПВО системи током ноћи уништили 40 од 45 руских дронова.

### 12. фебруар
Руска војска је објавила да је Украјина извела 39 топовских артиљеријских удара по насељеним местима на левој обали Днепра, унутар Херсонске области.

### 13. фебруар
Украјински званичници известили су да су руске снаге поново напале град Днепар, при чему је оштећена истоимена термоелектрана. Наглашавају да је део града остао без воде.
Сенат Сједињених Америчких Држава, под руководством демократа, прихватио је пакет помоћи у вредности од 95,34 милијарде долара за Украјину, Израел и Тајван.
Предлог закона о пакету помоћи Украјини од 60 милијарди долара биће прослеђен Представничком дому, који је под контролом републиканаца, на гласање.

### 14. фебруар
Немачка планира да у 2024. години значајно повећа испоруку артиљеријских граната Украјини, за три до четири пута. Током састанка министара одбране НАТО-а и састанка Контакт групе за помоћ Украјини у Бриселу, немачки министар одбране Борис Писторијус изјавио је да је Немачка недавно предала пакет помоћи од 100 милиона евра.

### 15. фебруар
У области Курск у Русији, украјински дрон наводно је погодио складиште нафте, што је довело до пожара у том објекту, изјавио је локални губернатор Роман Старојт.
У Украјини је проглашена узбуна широм земље, а Оружане снаге Украјине саопштиле су да је Русија лансирала стратешке бомбардере у небо.
Ваздухопловство наводи да је неколико авиона Тупољев-95МЦ полетело са аеродрома Олења у Мурманској области Руске Федерације.
Британија је саопштила да ће Украјини испоручити хиљаде дронова више у оквиру свог пакета беспилотних летелица од 200 милиона фунти (251 милион долара), у међународним иницијативама које заједно са Летонијом предводи.

### 16. фебруар
Генералштаб Украјине известио је да се у протекла 24 часа на фронту догодило 95 војних сукоба. У правцу Бахмута, руске снаге извеле су 10 напада код Богдановке, Ивановског, Клешчијевке и Андрејевке у Доњецкој области.

### 17. фебруар
Украјинска војска саопштила је да је због ескалације оружаних борби у Авдeјевки издато наређење о повлачењу украјинских трупа из југоисточног дела тог града. Ипак, наводи се да та одлука није пружила никакву стратешку предност Русији. Олександар Тарнавски, командант украјинске југоисточне војне зоне, објавио је да су се украјинске јединице повукле уз мале губитке.
Руско министарство одбране саопштило је данас да су Оружане снаге Русије у потпуности преузеле контролу над Авдејевком, градом у Доњецкој области. Наводи се да је заузимање града извела руска војна групација "Центар" под командом Андреја Мордвичева.

### 18. фебруар
Први борбени авион Ф-16 америчке производње, који је украјинска влада прикупила као део свог програма модернизације ваздухопловног флоте, појавиће се на украјинском небу у јуну ове године.
Премијерка Данске, Мета Фредериксен, најавила је да ће Данска испоручити Украјини сву артиљеријску муницију из својих залиха у оквиру подршке Украјини у супротстављању руској агресији.

### 19. фебруар
Канада ће донирати Украјини више од 800 дронова у борби против Русије, изјавио је канадски министар одбране Бил Блер.
Дронови, набављени из компаније Теледине у Ватерлоу у Онтариу, процењени су на преко 70 милиона америчких долара, саопштило је министарство одбране Канаде.
Овај прилог је финансиран из фонда од 500 милиона канадских долара за војну помоћ коју је најавио премијер Џастин Трудо током посете Кијеву прошле године, стоји у саопштењу министарства.

### 20. фебруар
Шведска ће пружити највећу војну помоћ Украјини до сада у вредности од 7,1 милијарду шведских круна, што је око 700 милиона долара, саопштило је Министарство одбране те државе.
Од те помоћи, Кијев ће добити 90 оклопних возила, 90 борбених чамаца, ручне бомбе, противваздушне системе као што је "Робот 70", бацаче граната "Карл Густав", медицинску помоћ, кола хитне помоћи и друго.

### 21. фебруар
Прва група од четири украјинска пилота завршиће програм обуке на америчким ловцима Ф-16 до лета 2024. године,, позивајући се на информације из Националне гарде Аризоне.
Пилоти су започели обуку средином октобра 2023. године у Аризони.
Пентагон је навео да период обуке траје неколико месеци.

### 22. фебруар
Русија је испалила више од 8.000 пројектила на циљеве у Украјини од почетка рата у фебруару 2022. године, изјавио је портпарол украјинских ваздухопловних снага Јуриј Игнат.
Преко 4.630 руских дронова је такође лансирано на Украјину, према његовим речима.
Мете Фредериксен, премијерка Данске, изјавила је да ће Данска послати нови пакет војне помоћи Украјини у вредности од 247 милиона долара.

### 23. фебруар
Због удара обореног руског дрона у украјинску црноморску луку Одеса избио је пожар у коме су погинуле три особе, саопштио је украјински регионални гувернер.
Војска Украјине је потврдила да је изнад Одесе пресрела девет дронова, али је један од њих пао на зграду предузећа у приобалном делу Одесе, изазивајући пожар.

### 24. фебруар - двогодишњица рата
Велика Британија издвојиће 245 милиона фунти за помоћ Оружаним снагама Украјине због куповине муниције и ревитализације ланца снабдевања гранатама, саопштила је британска влада.
Најављено је и потписивање серије уговора вредних милион фунти, између агенције за набавку оружја британског Министарства одбране и компаније Cook Defence Systems, за куповину стотина резервних делова гусеница за украјинске тенкове и оклопна возила.

### 25. фебруар
Руски системи противваздушне одбране уништили су две украјинске навођене ракете изнад Црног мора, саопштило је руско Министарство одбране.
25. фебруара, око 19.00 часова по московском времену, спречен је покушај кијевског режима да изврши терористички напад са две навођене ракете на објекте на територији Руске Федерације.
Руска војска је ушла у Работино, наставља офанзиву, "меље" украјинску војску, саопштио је губернатор Запорошке области Евгеније Балицки.
Он је додао да су Оружане снаге Украјине у Работину изгубиле хиљаде војника и огромну количину технике.

### 26. фебруар
Током последњих 24 сата на фронту је забележено 95 борбених сукоба.
Противник је укупно извршио 11 ракетних и 98 ваздушних напада, са укупно 129 напада ракетним салво-системима на положаје наших трупа и насељена места, саопштио је Генерални штаб Оружаних снага Украјине.
Холандија ће дати 100 милиона евра чешкој иницијативи за куповину оружја за Украјину, како је изјавио холандски премијер Марк Руте у оквиру напора да се пружи додатна војна помоћ земљи.

### 27. фебруар
Европски парламент усвојио је одлуку о стварању фонда за помоћ Украјини у вредности од 50 милијарди евра, саопштено је из Комитета за буџет Европског Парламента. Нова инцијатива има за циљ да пружи значајну подршку Украјини у овим тешким временима. Посланичка група Европске народне партије у парламенту ЕП такође је изразила очекивање да би Украјина могла примити прву исплату из фонда већ у марту, након данашњег гласања.
Портпарол украјинске војске Дмитро Лиховиј изјавио је да се Украјина повукла из села Сjеверне и Степове у близини Авдејевке, коју су недавно заузеле руске снаге.
"Наши су се снаге повукле из села Сијеверне и Степове. Тешке борбе за Сијеверне водиле су се јуче увече и ноћу“, навео је Лиховиј.

### 28. фебруар
Истражни комитет Русије је идентификовао више од 590 плаћеника из 46 држава који се боре на страни Украјине, изјавио је председник одељења Александар Бастракин.
Према његовим речима, међу њима су држављани САД, Грузије и Велике Британије.
Истражни комитет врши истраге о кривичним делима против њих.
"Већина појединаца које смо идентификовали и који учествују у непријатељствима као плаћеници су држављани Сједињених Држава, Грузије, Велике Британије, Канаде, Израела, Немачке, Литваније и Летоније. Генерално, поступак се води против 593 странца из 46 земаља“, рекао је Бастракин у интервјуу.
Руске трупе ослободиле су село Петровское код Авдејевке, саопштило је Министарство одбране Русије.
"Јединице групе трупа „Центар“ ослободиле су село Петровское, заузеле повољније положаје и одбиле 11 контранапада јуришних група Оружаних снага Украјине", саопштава Министарство.

### 29. фебруар
У правцу Авдејевке су јединице „Центар“ заузеле погодније позиције и поразиле украјинску војску и технику у ДНР-у. Украјинска војска је изгубила око 495 војника, седам тенкова, четири оклопна возила и 11 аутомобила. Уништене су три хаубице Д-20, хаубица